# Senecio (Paul Klee)
Senecio ou Tête d'un homme devenant sénile est un tableau cubiste de 1922 de l'artiste d'origine allemande Paul Klee. Il se trouve actuellement au Kunstmuseum de Bâle.

## Historique
Le tableau date de 1922 et a été réalisé à l'époque où Paul Klee enseignait au Bauhaus de Weimar. Durant cette période, il combine des images géométriques avec un jeu de couleurs, se contentant parfois de scènes surréalistes et entrant résolument dans des compositions abstraites.
Senecio a été acheté en 1931 par le Kunstmuseum de Bâle, où il se trouve depuis lors dans la collection Art du XXe siècle.

## Description
Il s'agit d'une peinture à l'huile sur toile marouflée sur bois mesurant 40,5 × 38 cm.
La composition du tableau montre à la fois des influences de la culture africaine des masques et des poupées et le langage formel postulé par Vassily Kandinsky au Bauhaus, composé de carrés, de triangles et de cercles.
Selon certains historiens de l'art, le titre du tableau Senecio ferait référence à la plante Senecio vulgaris, le séneçon commun, parce que cette herbe a des inflorescences rondes similaires.  
Dans les formes géométriques simples que sont le carré, le triangle et le cercle, avec l'imprécision qui caractérise Klee, il a peint un visage plat, semblable à un disque, mais qui présente des antécédents dans des motifs antérieurs de son travail. Il connaissait la culture africaine des poupées et des masques. C'est pourquoi la référence au langage formel du Bauhaus n'est pas nécessairement seule ici. De plus, Klee n'utilise pas les couleurs primaires associées plus tard au Bauhaus, mais ses propres teintes, douces et chaudes.
L'adaptation de la tête humaine par Klee divise un visage âgé en rectangles orange, rouges, jaunes et blancs. Les carrés géométriques plats à l'intérieur du cercle ressemblent à un masque ou aux taches d'un arlequin, d'où la référence du titre à l'artiste-interprète Senecio. Le triangle et la ligne courbe au-dessus des yeux gauche et droit donnent respectivement l'illusion d'un sourcil levé.

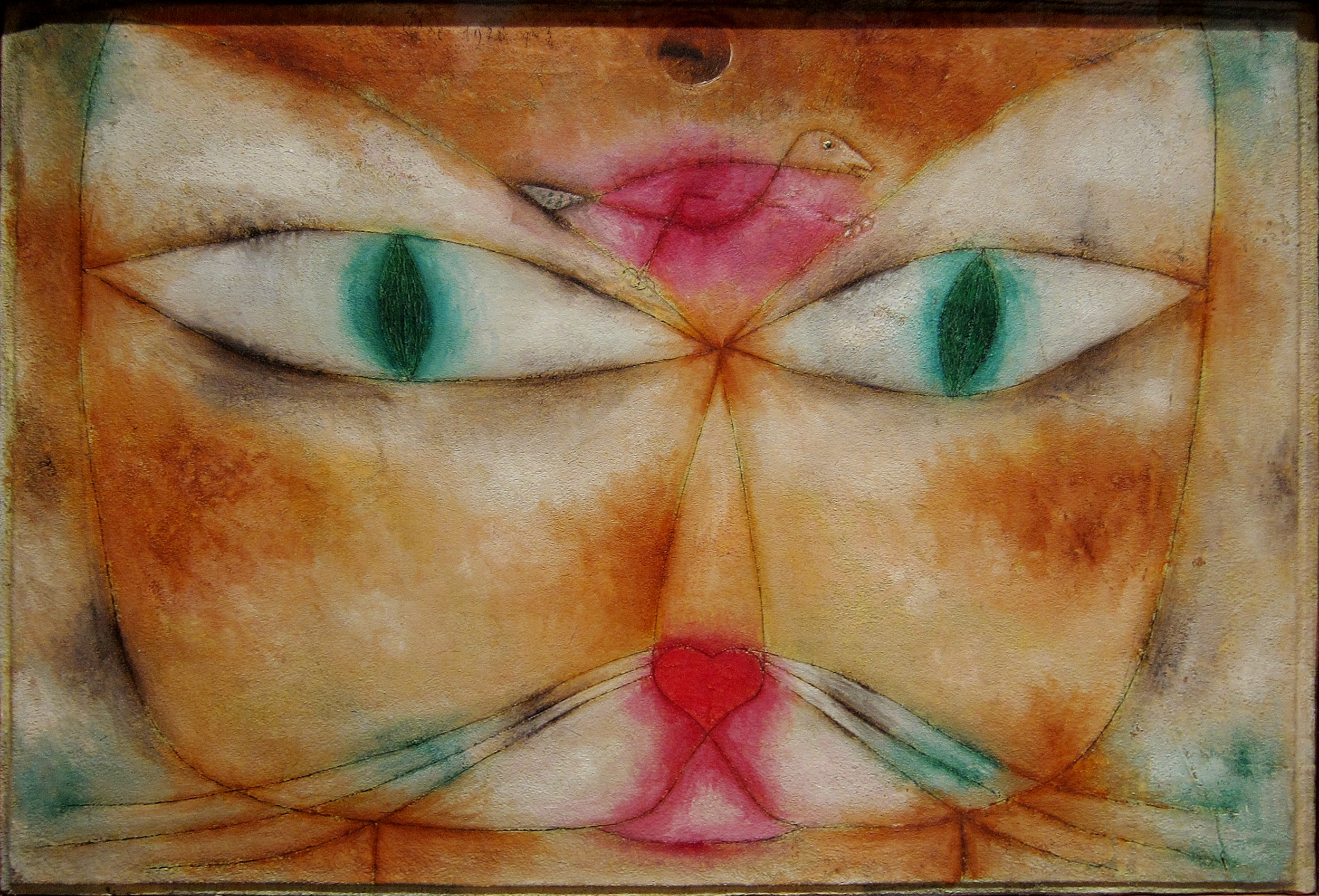
Chat et oiseau, 1928.

Le dessin des yeux, en particulier, présente des lignes nettes qui les font ressortir. Des yeux aux contours aussi nets sont également présents dans son tableau Chat et oiseau (Museum of Modern Art, New York) de 1928. La manière dont Klee relie les yeux par une ligne courbe continue a été expliquée plus en détail par un dessin dans son carnet de croquis pédagogiques en 1924-1925. Dans ce travail paru dans le Bauhausbuch (tome 2), il fait la distinction entre ligne active, ligne médiale et ligne passive. Au-dessus de l'œil gauche de ce portrait sont placés des triangles qui montrent le soulèvement unilatéral du sourcil. Au-dessus de l'autre œil, placé un peu plus bas, on trouve des formes en demi-cercle. Le cou et les joues sont constitués de carrés colorés, connus chez Klee depuis son voyage à Tunis.

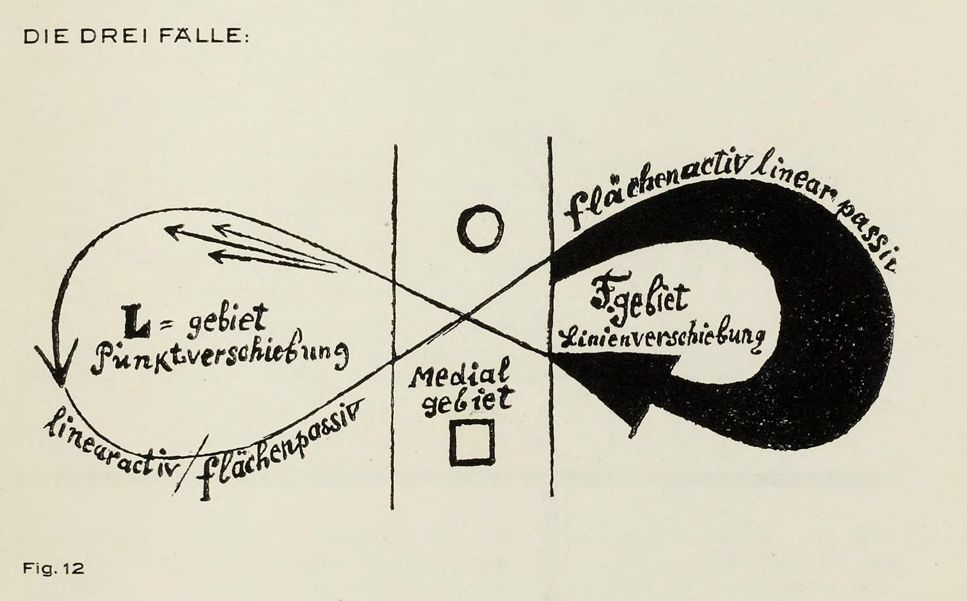
Carnet de croquis pédagogiques, page 11, de Paul Klee.

L'utilisation des lignes, des formes ambiguës et de l'espace dans le tableau illustre les principes de l'art de Klee dans lequel des éléments graphiques simples sont « mis en mouvement par l'énergie de l'esprit de l'artiste ».

## Interprétation
Outre les influences africaines, l'historien de l'art Jim M. Jordan reconnaît dans ce tableau le portrait de Wilhelm Uhde par Pablo Picasso, Le soldat boit par Marc Chagall et le célèbre emblème du Bauhaus par Oskar Schlemmer, qui présentent tous des similitudes avec les visages plats des poupées Ashanti d'Afrique de l'Ouest, que Klee « a dû connaître ». En tant qu'enseignant du Bauhaus, c'était son domaine spécifique, il défendait les « formes primitives de l'organique », dont fait partie la forme circulaire de ce visage, et s'opposait à la « fixation prématurée de la forme » d'un tableau. Bien avant cela, Klee était déjà favorable, bien que distant, au cubisme tel que le défendait Picasso. Certains observateurs reconnaissent des éléments de ce cubisme dans Senecio.
L'historienne de l'art Carola Giedion-Welcker décrit le portrait comme « peu humanisé », elle trouve « étonnant de voir comment une simple forme ronde avec des cercles rouges pour les yeux, une verticale du nez suggérée et de petits rectangles bleus et violets dans la région de la bouche reçoivent l'intensité psychique et le contenu émotionnel du visage humain »,,,.